# 24e cérémonie des prix Génie
La 24e cérémonie des prix Génie s'est déroulé le 1er mai 2004 pour récompenser les films sortis en 2003. La cérémonie au Palais des congrès du Toronto métropolitain, à Toronto (Ontario, au Canada). La soirée a été animée par Scott Thompson. Ce fut la première retransmission interactive du gala des prix Génie

## Présentateurs et intervenants
À la radio, la soirée était animée par Marie-Josée Rivard et Rebecca Makonnen.

## Palmarès
Le vainqueur de chaque catégorie est indiqué en gras

### Meilleur film
- Les Invasions barbares, Denise Robert, Daniel Louis et Fabienne Vonier
  - La Face cachée de la lune, Bob Krupinski et Mario St-Laurent
  - Seducing Doctor Lewis, Luc Vandal et Roger Frappier
  - Owning Mahowny, Alessandro Camon, Seaton McLean et Andras Hamori
  - The Snow Walker, Robert Merilees et William Vince

### Meilleur acteur
- Rémy Girard, Les Invasions barbares
  - Robert Lepage, La Face cachée de la lune
  - Raymond Bouchard, La Grande Séduction
  - Philip Seymour Hoffman, Owning Mahowny
  - Barry Pepper, The Snow Walker

### Meilleur acteur dans un second rôle
- Stéphane Rousseau, Les invasions barbares
  - Christopher Plummer, Blizzard
  - Benoît Brière, La Grande Séduction
  - Roy Dupuis, Séraphin: un homme et son péché
  - David Hayman, The Wild Dogs

### Meilleure actrice
- Sarah Polley, Ma vie sans moi
  - Micheline Lanctôt, Comment ma mère accoucha de moi durant sa ménopause
  - Molly Parker, Marion Bridge
  - Rebecca Jenkins, Marion Bridge
  - Karine Vanasse, Séraphin: un homme et son péché

### Meilleure actrice dans un second rôle
- Marie-Josée Croze, Les invasions barbares
  - Emily Hampshire, A Problem with Fear
  - Meredith McGeachie, Punch
  - Olympia Dukakis, The Event
  - Annabella Piugattuk, The Snow Walker

### Meilleur réalisateur
- Denys Arcand, Les Invasions barbares
  - Robert Lepage, La Face cachée de la lune
  - Jean-François Pouliot, Seducing Doctor Lewis
  - Guy Maddin, The Saddest Music in the World
  - Charles Martin Smith, The Snow Walker

### Meilleure adaptation
- Robert Lepage, La Face cachée de la lune
  - Maurice Chauvet, Owning Mahowny
  - Daniel MacIvor, Marion Bridge
  - Charles Martin Smith, The Snow Walker
  - Esta Spalding, Falling Angels

### Meilleur scénario original
- Denys Arcand, Les Invasions barbares
  - Louis Bélanger, Gaz Bar Blues
  - Sébastien Rose, Comment ma mère accoucha de moi durant sa ménopause
  - Ken Scott, Seducing Doctor Lewis
  - Peter Wellington, Luck

### Meilleur court métrage d'animation
- Falling in Love Again (en), Marcy Page (en), Munro Ferguson
  - Islet, Michèle Bélanger, Nicolas Brault
  - Nuit d'orage, Marcel Jean, Jean-Jacques Leduc, Michèle Lemieux